# AXN Sci-Fi
Az AXN Sci-Fi a Sony Pictures Entertainment tulajdonában lévő európai televíziós csatorna volt, az AXN televíziós csatorna társcsatornája, amely főként sci-fi műfajú filmeket, sorozatokat sugárzott.
A 2006. május 1-jén indult csatorna először Magyarországon, Lengyelországban, Romániában és Bulgáriában volt fogható, majd Olaszországban, Csehországban, Szlovákiában, Oroszországban, Ukrajnában és Kazahsztánban is megkezdte adását. Összesen több mint 5,5 millió előfizetővel rendelkezett hat közép-európai országában (Magyarország, Lengyelország, Csehország, Szlovákia, Románia és Bulgária). A tévécsatorna a 16-49 éves korosztály kedvelt programja volt. 2013. október 1-jétől az AXN Sci-Fi, Olaszország kivételével – ahol 2017. február 28-ig működött a csatorna –, helyett az AXN Black lett elérhető, amelyet 2017. október 3-ától a Sony Movie Channel váltott, a csatornát végül 2022. március 24-én Viasat Film-re neveztek át.
A csatorna hangja a magyarországi adásváltozatban Roatis Andrea volt.

## Története

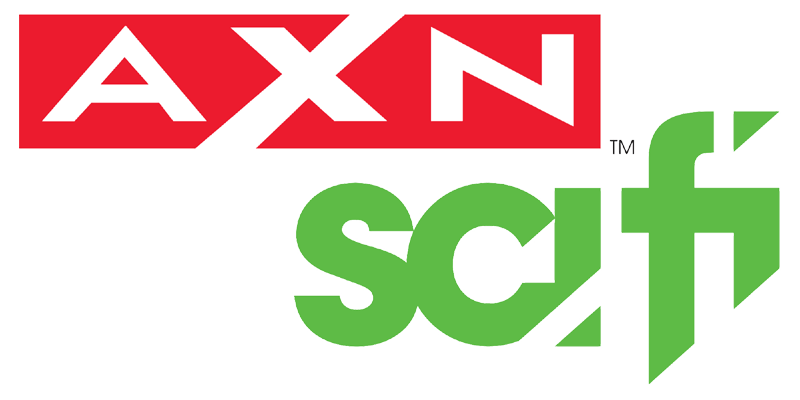
A csatorna korábbi logója (2010-2013)

A 2006. május 1-jén indult csatorna először Magyarországon, Lengyelországban, Romániában és Bulgáriában, majd Olaszországban, Csehországban, Szlovákiában, Oroszországban, Ukrajnában és Kazahsztánban kezdte meg sugárzását. Kezdetben szinte kizárólag sci-fi sorozatokat tűzött műsorra, mint a Sliders, az Androméda, a Star Trek, a Csillagkapu, a Csillagközi romboló vagy a Lexx. Később azonban egyre több akció-, kaland- és horrorsorozat, hétvégenként pedig egy-egy film került műsorra. 2008 végétől, de különösen 2009 elejétől kezdődően egyre több animesorozat volt látható a csatornán, amelyek az Animax társcsatornától származtak. Animéken kívül amerikai animációs sorozatok is láthatóak voltak. A 2010-es arculatváltáskor a sci-fi sorozatok mellé misztikus és természetfeletti sorozatok is bekerültek, mint a Ki vagy, doki?, az Őslények kalandorai, A hetedik érzék vagy a Sötét angyal, ezáltal a csatorna a „képzelet birodalmává vált”. A csatorna továbbá számos Demoscene alkotást is sugárzott reklámszünetek alatt.
2013. október 1-jétől az AXN Sci-Fi megszűnt addigi formájában, helyét az AXN Black vette át, ezután 2017. október 3-án nevet váltott Sony Movie Channel-re Magyarországon. A csatorna 2022. március 24-én a Viasat Film nevet vette fel.

## Műsorok
A következő lista a magyarországi adásváltozatban műsorra tűzött sorozatokat és filmeket tartalmazza.

### Sci-fi sorozatok
- A bolygó neve: Föld[8]
- A Sci-Fi Mesterei
- Az elveszett szoba
- Androméda[9]
- Angyal kontra démon
- Battlestar Galactica (1978-as sorozat)
- Charlie Jade
- Csillagkapu[10]
- Csillagkapu: Atlantisz[10][11]
- Csillagkapu: Continuum
- Csillagközi romboló[12]
- Csillagközi szökevények[13]
- Csodák
- FlashForward – A jövő emlékei
- Galactica 1980[14]
- Harmadik típusú emberrablások[15]
- Heavy Metal[16][17]
- Jake 2.0 – A tökéletes ügynök[18]
- Lexx
- Másvilág[15]
- Programozott fantáziák[10]
- Real Humans – Az új generáció[17]
- ReGenesis
- Sanctuary – Génrejtek[18]
- Sliders
- Star Trek[15][19]
- Star Trek: Az új nemzedék
- Star Trek: Deep Space Nine[12]
- Star Trek: Enterprise[9]
- Torchwood[12][20]
- V[21]
- Végtelen határok[22][23]
- Y-akták – A lélek határai[15]

### Akció-, kaland- és misztikus sorozatok
- A bárka[17]
- A Dresden-akták
- A hetedik érzék[14]
- Az elveszett ereklyék fosztogatói[13]
- Az elveszett világ[17]
- A vámpír, a vérfarkas és a szellem[12]
- Álomjárók
- Conan, a kalandor[17]
- Elveszett lány[9]
- Herkules
- Hex
- Jericho[22]
- Ki vagy, doki?[13][14]
- Lost – Eltűntek[13]
- Merlin kalandjai[17]
- Odüsszeia[12]
- Óz boszorkányai[9]
- Őslények kalandorai[9][14]
- Painkiller Jane
- Rémvadászok
- Reaper – Démonirtók[9]
- Rejtélyek kalandorai[17]
- Robotzsaru[13]
- Sentinel – Az őrszem[9]
- Sheena, a dzsungel királynője
- Sötét angyal[21]
- Tarzan[17]
- Teen Wolf – Farkasbőrben[17]
- X csapat
- Vadak ura[13]

### Horrorsorozatok
- A félelem kórháza
- A félelem maga[10]
- A Rózsa vére
- Az évszázad vihara
- Fear Clinic – A rettegés[12] (websorozat)
- Holtsáv[15]
- Hulla-ház[9]

### Animék, rajzfilmek
- A 7 szamuráj
- A dinoszauruszok királya
- Afro szamuráj
- Ayakashi Ayashi – Különös történetek a Tenpou-korból[10]
- Bleach[21]
- Blood+[10]
- Blue Gender
- Chrono Crusade
- Conan, a detektív
- Cowboy Bebop
- D.Gray-man[18]
- D.I.C.E. – A mentőcsapat
- Dragon Ball GT
- Dragon Ball GT – Goku öröksége (különkiadás)
- Death Note – A halállista[18]
- Death Note – A halállista (film)
- Death Note – L örökösei (film)
- Fullmetal Alchemist – A Bölcsek kövének nyomában
- Fullmetal Alchemist: Milos szent csillaga (film)
- Full Metal Panic!
- Ghost in the Shell: Stand Alone Complex[22]
- Ghost In The Shell: Stand Alone Complex 2nd Gig
- Hellsing
- InuYasha[21]
- Kaleido Star + 2 OVA
- LaMB (film)
- Másnap
- Méz és lóhere[22]
- Monte Cristo grófja
- Nana[22]
- Naruto[22]
- Nodame Cantabile
- Penge
- Rómeó és Júlia[10]
- Sakura háborúja
- Slayers – A kis boszorkány[15] (Try, Revolution, Evolution-R)
- Soul Eater – Lélekfalók[18]
- Trigun[15]
- Trinity Blood – Vér és kereszt
- Tsubasa kapitány[22]
- Vampire Knight
- Vampire Knight Guilty
- X-Men
- Yu Yu Hakusho – A szellemfiú[15]
- Zűrutazók

### Reality sorozatok
- A kockák királya
- 13 – Rettegés egyenes adásban[18]
- Criss Angel[12]
- Ghost Hunters – Szellemek nyomában[21][24]
- Max’s Midnight Movies[13]
- Szuperhős kerestetik[15]
- Túléltem egy japán vetélkedőt!
- Verhetetlen Banzuke[13]

### Filmek
- 200
- A behatoló
- A fekete ember
- A galaxis kapuja
- A Halál szelencéje
- A holló
- A könnyek völgye
- A kút és az inga
- A lányok nem angyalok
- A menekülés
- A menekülés II.
- A Morgue utcai gyilkosság
- A Philadelphia kísérlet folytatódik
- A rettegés tava
- A sötétség köre
- A tengeri szörny
- A tűzgyújtó – Fellángolás
- Az idő előtti elhantolás
- Alien Hunter – Az idegenvadász
- Álomharcos
- Álomvilág
- Ámokfutó kamionok
- Árnyékok
- Ártatlan igazság
- Audrey Rose
- Boa vs Python
- Csillagközi romboló
- CyberCity
- Cybertech
- Cyborg 2. – Üvegárnyék
- Digital Man
- Előérzet
- Embertelen pók
- Frankenstein lánya
- Gothika
- Gyerekjáték
- Halloween – A rémület éjszakája[25]
- Halloween 4. – A rémület visszatér[25]
- Halloween 5.[25]
- Hellraiser: Vérvonal
- Hideg fejjel
- Horrorrock
- Hyperion - Az égiháború
- Idegen a világűrből
- Johnny 2.0
- Kardok könyve
- Kék démon
- Ki vagy, doki? – Karácsonyi támadás
- Ki vagy, doki? – A szökevény menyasszony[21]
- Ki vagy, doki? – Az elkárhozottak utazása
- Ki vagy, doki? – A Mars vizei
- Ki vagy, doki? – Az idő végzete I-II.
- Ki vagy, doki? – A másik doktor
- Ki vagy, doki? – A holtak bolygója
- Kígyófej
- Kísértetek éjszakája
- Lélekvadászok
- Majomszeretet: Egy félelmetes kutatás
- Marslakó a mostohám
- Médium – Veszedelmes erő
- Őrültek háza
- Péntek 13.
- Péntek 13. – II. rész
- Péntek 13. – III. rész: Véres kirándulás
- Péntek 13. – IV. rész: Az utolsó fejezet[18]
- Péntek 13. – V. rész: Az újrakezdés[21]
- Péntek 13. – VI. rész: Jason él[21]
- Péntek 13. – VII. rész: Friss vér[21]
- Péntek 13. – VIII. rész: Borzalom New Yorkban
- Pokoli száguldás
- Pumpkinhead 3: Porból porrá
- Pumpkinhead 4: Ősellenség
- Rémtörténetek
- Shepherd
- Sötét Faj
- Star Trek: Űrszekerek
- Star Trek II: Khan haragja
- Star Trek III: Spock nyomában
- Star Trek IV: A hazatérés
- Star Trek V: A végső határ
- Star Trek VI: A nem ismert tartomány
- Star Trek: Kapcsolatfelvétel
- Star Trek: Űrlázadás
- Star Trek – Nemezis
- Szerelmi álom
- Szörnyetegek szigete
- T-Force – Pusztításra programozva
- Total Recall – Az emlékmás
- Tron
- True Science – A Csillagkapu titkai
- Űrharcosok
- Végtelen világok
- Vérfürdő
- Vészjelek
- Világok száműzöttje
- Zombiethon

### Egyéb
- Teleshop

## Szolgáltatók
Az AXN Sci-Fi a következő szolgáltatóknál volt elérhető:
 Magyarország
- Digi
- Hello HD
- Invitel
- Magyar Telekom[26][27]
- Parisat
- UPC Direct
- Vidanet

 Csehország
- Digi
- freeSAT

 Olaszország
- Melita[28]
- Sky Italia[29]

 Oroszország
- Akado[30]

 Románia
- Digi
- Focus Sat

 Szlovákia
- Digi
- freeSAT